# Uniunea Scriitorilor din România

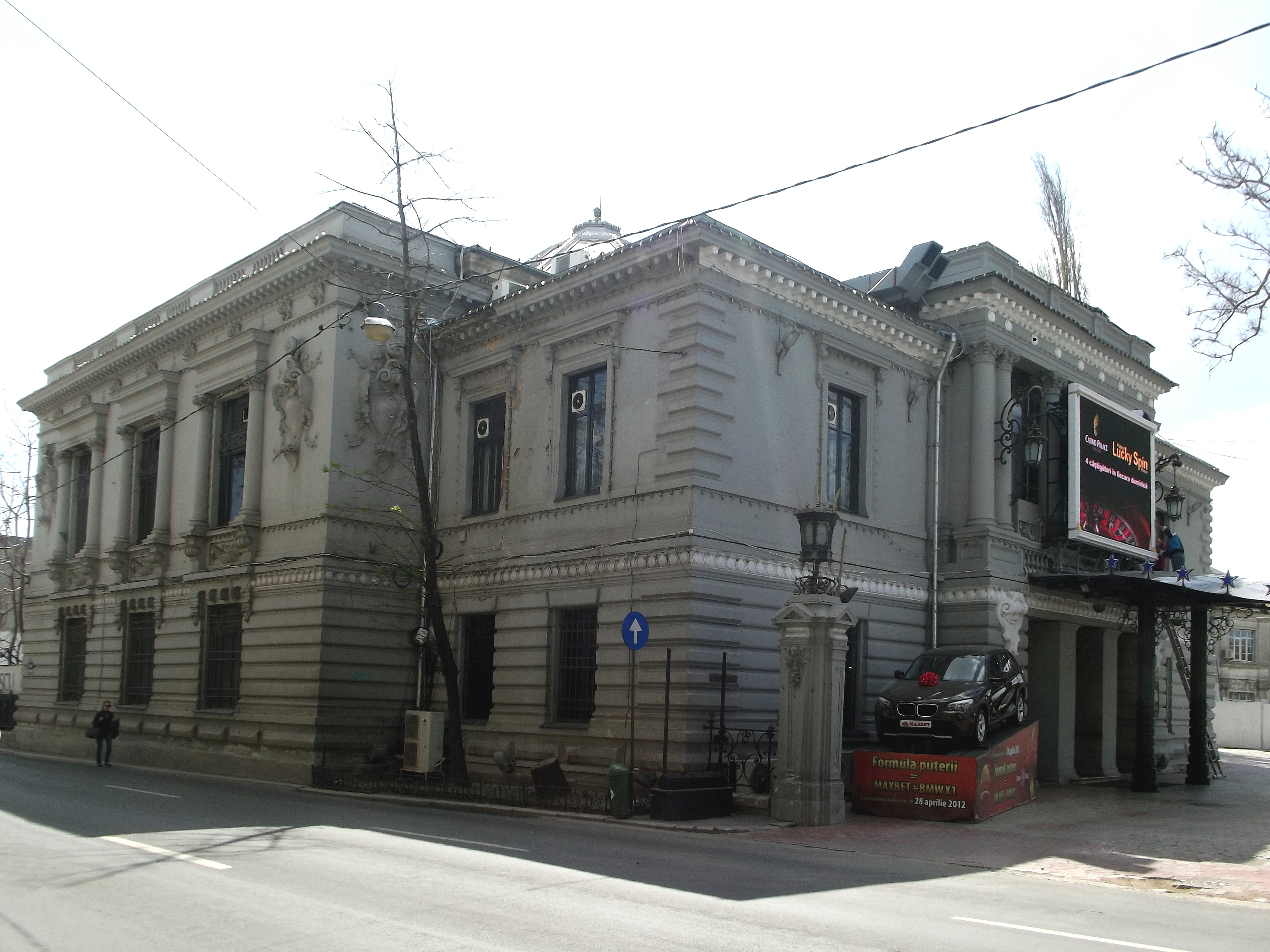
Sediul Uniunii Scriitorilor din România

Uniunea Scriitorilor din România este o asociație de creație, profesională și sindicală a scriitorilor din România. Structurată în 14 filiale regionale, la care se adaugă filiala Chișinău, Uniunea Scriitorilor din România numără astăzi aproximativ 2600 de membri, care activează în cele 15 filiale organizate în România și Republica Moldova.
Având drept precursoare Societatea Literară Română, înființată în 1877, și Societatea Scriitorilor Români, fondată în 1908, Uniunea Scriitorilor din România a fost creată în forma ei actuală în 1949. În 1956, U.S.R. număra 445 de membri titulari și 144 de stagiari, ceea ce permitea organizarea de adunări generale ale Uniunii.
În 2015, Uniunea Scriitorilor a fost decorată de Președinția României cu Ordinul „Meritul Cultural”, Categoria A (Literatura) în grad de ofițer.

## Obiective
Obiectivul statutar al Uniunii Scriitorilor este promovarea creației literare și apărarea intereselor și drepturilor scriitorilor români. Uniunea este condusă de un președinte, de un Consiliu și de un Comitet Director restrâns, ai cărui membri sunt votați în Adunarea Generală și în Conferința Națională o dată la patru ani. Actualul președinte al Uniunii Scriitorilor este scriitorul Varujan Vosganian. U.S.R. deține în patrimoniul său sau în administrarea sa case de creație, muzee și case memoriale, reviste literare și două edituri proprii, îngrijindu-se totodată de protecția socială sau susținerea directă a membrilor săi, prin acordarea de pensii, venituri fixe sau indemnizații de sprijin.
Instituția Premiilor Uniunii Scriitorilor este printre cele mai importante foruri de validare și recompensare a creației literare în decursul unui an calendaristic. Cele mai cunoscute sunt Premiul Național de Literatură și Premiul "Opera Omnia". Uniunea acordă premii pentru secțiunile: Proză; Poezie; Critică, Istorie literară, Eseu; Dramaturgie și teatralogie; Traduceri din literatura universală; Premiul Fundației Andrei Bantaș; Premiul pentru Debut; Literatură pentru copii și tineret; Antologii, Dicționare, Ediții critice; Eseuri, Jurnale, Memorii, Publicistică; Premii speciale: un premiu pentru volume în limbile minorităților naționale și un altul pentru traducerea literaturii române în limbi străine. Din 2002, au fost instituite Premiul "Ovidius" și Premiul Festivalului "Zile și nopți de literatură", acordate unor prestigioși scriitori străini.
Uniunea Scriitorilor organizează anual diferite festivaluri, conferințe și manifestări de dezbatere și promovare a literaturii, precum și concursuri de proiecte culturale. 

## Schimbarea sediului
Începând din anul 1952 sediul său central s- a aflat în casa Monteoru-Catargi din București, pe Calea Victoriei nr. 115. Clădirea, construită în 1874 de Alecu Niculescu și cumpărată în 1883 de magnatul Grigore C. Monteoru, este declarată monument istoric și înscrisă pe lista monumentelor istorice, cod LMI B-II-m-A-19863.
În aprilie 2010, Tribunalul București a decis ca imobilul să fie restituit în natură de Uniunea Scriitorilor, moștenitoarelor familiei Monteoru, Ioana Angelescu și mamei sale, Nora-Geta Angelescu Monteoru.
Decizia a fost atacată în justiție, la Curtea de Apel București. La data de 1 februarie 2013, Curtea de Apel București a respins recursul ca nefondat, iar decizia avea caracter irevocabil. Consecința a fost că până la data de 15 aprilie 2013, Uniunea Scriitorilor era obligată să elibereze imobilul.
La 29 martie 2013, la ora 12, în Sala Oglinzilor a avut loc o manifestare a USR, prin care organizația se despărțea de sediul său, rememorând momente din istoria acestuia, în prezența scriitorilor și a președintelui Nicolae Manolescu.
Ulterior, Uniunea Scriitorilor s-a mutat tot pe Calea Victoriei, la nr. 133, în Casa Vernescu.

## Președinți ai USR
- Zaharia Stancu (1949 - 1956)
- Mihail Sadoveanu (1956 - 1961)
- Mihai Beniuc (1962 - 1964)
- Demostene Botez (1964 - 1966)
- Zaharia Stancu (1966 - 1974)
- Virgil Teodorescu (1974 - 1978)
- George Macovescu (1978 - 1982)
- Dumitru Radu Popescu (1982 - 1990)
- Mircea Dinescu (1990 - 1996)
- Laurențiu Ulici (1996 - 2000)
- Eugen Uricaru (2000 - 2005)
- Nicolae Manolescu (2005 - 2024)
- Varujan Vosganian (2024 - )

### Președinți de onoare
- Mihail Sadoveanu (1949 - 1956)
- Tudor Arghezi (1962 - 1967)
- Victor Eftimiu - 1972
- Ștefan Augustin Doinaș - 1990